# Maodo Nguirane
Maodo Malick Nguirane (Yeumbeul, Senegal, 10 de noviembre de 1993) es un jugador de baloncesto senegalés. Con 2,10 metros de estatura, juega en la posición de pívot.

## Trayectoria
En 2007 llega a España, con sólo 14 años, para formar parte del equipo Cadete de Torrejón Basketball Academy, jugando luego  en el Club Baloncesto Villa de Adeje y en el Club Baloncesto Tacoronte, hasta ser reclutado para las categorías inferiores del Unicaja Málaga en 2010, debutando en la temporada 2011/12 con su filial Clínicas Rincón en LEB Oro y en 2013/14 en Liga Endesa (disputando 5 partidos) y Euroliga (4 partidos) con el primer equipo. 
En el verano de 2014 firma un contrato con el Unicaja Málaga por una temporada que le hace a todos los efectos jugador del primer equipo, disputando en 2014/15 un total de 11 partidos de Liga Endesa y 5 de Euroliga, además de algunos encuentros con el filial de LEB Oro.
Una vez desvinculado del club malagueño, en la temporada 2015/16 juega para el Basket Navarra de LEB Oro, logrando promedios de 5,8 puntos y 5 rebotes por encuentro. En el verano de 2016 firma por el Amics del Bàsquet Castelló, también de LEB Oro, y se convierte en un jugador decisivo en su equipo durante la temporada 2016/17, promediando 8 puntos, 5,5 rebotes y casi un tapón por partido.
Comienza la temporada 2017/18 en las filas del Akademik Bulteks 99 Plovdiv de la Liga NBL búlgara, disputando 7 partidos con promedios de 8,1 puntos y 8,1 rebotes. En enero de 2018 regresa a España para incorporarse al Covirán Granada de LEB Plata, club con el que logra la Copa LEB Plata así como el título de campeón de liga y el consiguiente ascenso de categoría, a lo que contribuyó aportando medias de 5,8 puntos y 4,7 rebotes por encuentro.
Comienza la temporada 2018-19 en las filas del Saint-Vallier, equipo de la NM1 (tercera división) francesa, disputando únicamente 10 partidos.
En 2019, firma por el JS Kairouan de la primera división del baloncesto en Túnez.
En la temporada 2019-20, firma por el Hermine Nantes Atlantique de la LNB Pro B.
En la temporada 2020-21, firma por el SAM Basket Massagno de la LNA, la primera división del baloncesto suizo.
En la temporada 2021-2022, firma por el Rueil Athletic Club de la NM1 (tercera división) francesa, realizando unos promedios de 9,1 puntos y 5,8 rebotes en 36 partidos.
El 21 de agosto de 2022, se compromete con el Casademont Zaragoza de la Liga Endesa.
El 7 de septiembre de 2023 firma por el Club Melilla Baloncesto de la LEB Oro. Veinte días más tarde, se hace oficial su desvinculación del club por motivos personales y volvería a África sin llegar a debutar. Se sumó al SLAC de Guinea como refuerzo para disputar el Africa Champions Clubs Road to BAL.
Tras la eliminación de su equipo del torneo panafricano, regresó a Europa para fichar con el Étoile Angers Basket de la segunda división francesa.

### Selección nacional
Ha sido Internacional Absoluto con Senegal. 
En marzo de 2017 es seleccionado para participar con la selección absoluta de Senegal en la fase de clasificación para el Afrobasket 2017. Nguirane disputó 3 encuentros, y Senegal obtuvo la clasificación para el torneo.